# 木原美悠
木原 美悠（きはら みゆう、2004年8月3日 - ）は、兵庫県明石市出身の卓球選手。Tリーグはトップおとめピンポンズ名古屋所属。身長は164cm。ITTF世界ランキング最高位は13位。段級位は5段。長らくVICTASと契約していたが2025年4月からTIBHARと契約。

## 経歴・人物
2004年8月3日、兵庫県に生まれる。父が元卓球選手で卓球教室「ALL STAR」を運営する指導者、姉と兄も卓球選手、4歳で卓球を始めた。
小学校1年で13歳以下の全日本選手権カデットの部で3回戦に進出。
2011年のバンビの部（小学2年生以下）で全国初優勝を皮切りに各世代で優勝を果たした。
2014年には東アジアホープス（小学6年生以下）の代表に選ばれる。
2015年2月のジャパントップ12卓球大会には10歳8カ月の史上最年少で出場を果たす、9月にITTFジュニアサーキット・チャイニーズタイペイジュニア&カデットオープンのジュニア女子シングルスで優勝。
2017年より10期生としてJOCエリートアカデミーに入校した。T2アジア太平洋卓球リーグにも第4ラウンドのみ出場した。
2019年1月の全日本卓球選手権では快進撃で決勝戦に進出し、伊藤美誠に1-4で敗れたものの準優勝を果たした。14歳5か月での決勝進出は史上初。

### プレースタイル
サーブは、ベテラン選手でもレシーブミスしてしまうほど切れた巻き込みサーブやしゃがみこみサーブ、王子サーブなどを多用する。そして、非常にコース取りとコントロールに優れた選手である。ラリーではほとんど下がらず、強烈なカウンターを決めることもある。また、女子の中で珍しく身長が高く、フォアハンドでのスマッシュはかなりの速さである。
試合中も表情が変わらず大事な局面に強いと言われるが、本人によると怖がりである。ピンチには「これを乗り越えたらチャンスがある」と自分に言い聞かせ、緊張したまま続けるが、それがなぜか表情に出ない（Number誌のインタビューによる）。

### Wみゆう
ダブルスのペアを組む長﨑美柚とはWみゆうの愛称で知られ国内外の大会で結果を出している。有名になったのは2019年のITTFワールドツアーグランドファイナルで優勝した後。互いのことを「みゆう」と呼び合う。木原は自身のことも「みゆう」と言うが、これが自分か相手か文脈によって判断可能なので2人は困っていない。

## 戦績
2011年
- 全日本卓球選手権大会バンビの部 女子シングルス 優勝

2012年
- 全日本卓球選手権大会バンビの部 女子シングルス 優勝（2連覇）

2014年
- 全日本卓球選手権大会カブの部 女子シングルス 優勝
- 全国ホープス卓球大会：優勝（小学4年で、6年生まで参加の大会にて優勝）
- ITTFジュニアサーキット・チャイニーズタイペイジュニア&カデットオープン カデット女子団体 優勝

2015年
- ITTFジュニアサーキット・イタリアジュニア&カデットオープン ジュニア女子団体 優勝、カデット女子シングルス 準優勝、ジュニア女子ダブルス 準優勝（長﨑美柚ペア）
- 全日本卓球選手権大会カデットの部 13歳以下女子シングルス 優勝（小学5年で）
- 全日本卓球選手権大会ホープスの部 女子シングル 優勝

2016年
- ITTFジュニアサーキット・イタリアジュニア&カデットオープン カデット女子シングル 優勝、ジュニア女子団体　準優勝、ジュニア女子シングルス 準優勝
- 全国ホープス選抜卓球大会：優勝
- ITTFジュニアサーキット香港ジュニア&カデットオープン カデット女子シングルス 準優勝
- ワールドカデットチャレンジ 女子シングルス 優勝
- 全日本卓球選手権大会カデットの部 13歳以下女子シングルス 優勝（2連覇）、女子ダブルス 準優勝（津隈愛佳ペア）
- 全日本卓球選手権大会ホープスの部 女子シングル 優勝（2連覇）

2017年
- 全国ホープス選抜卓球大会：準優勝
- ITTFワールドツアー・ジャパンオープン荻村杯（U-21）準優勝
- アジアジュニア卓球選手権 ジュニア女子団体 準優勝
- ITTFジュニアサーキット香港ジュニア&カデットオープン ジュニア女子ダブルス 優勝（長﨑美柚ペア）、ジュニア女子団体 準優勝
- 全国中学校卓球大会 女子シングルス 優勝（中学1年で）
- 世界ジュニア卓球選手権 女子団体 準優勝、女子ダブルス ベスト4（木村光歩ペア）

2018年
- ITTFチャレンジシリーズ・スロベニアオープン 女子ダブルス 準優勝（長﨑美柚ペア）

2019年
- 平成30年度全日本卓球選手権大会 女子シングルス 準優勝
- ITTFチャレンジシリーズ・スロベニアオープン 女子ダブルス 優勝（長﨑美柚ペア）
- ITTFチャレンジシリーズ・クロアチアオープン 女子シングルス 優勝、女子ダブルス 優勝（長﨑美柚ペア）
- アジアジュニア卓球選手権 女子ダブルス 優勝（長﨑美柚ペア）、ジュニア女子団体 3位
- 世界ジュニア卓球選手権 女子ダブルス 優勝（長﨑美柚ペア）、混合ダブルス 優勝（宇田幸矢ペア）
- ITTFワールドツアーグランドファイナル（ダブルス）：優勝（長﨑美柚ペア）

2020年
- 全日本卓球選手権大会 女子ダブルス 3位（長﨑美柚ペア）

2021年
- 全日本卓球選手権大会 女子シングルス ベスト4
- 世界ユース卓球選手権 U19女子シングルス 準優勝、U19女子ダブルス 3位（小塩遥菜ペア）、U19混合ダブルス 優勝（篠塚大登ペア）、U19女子団体 3位

2022年
- 全日本卓球選手権大会 ジュニア女子シングルス 優勝
- 2022 LION CUP TOP32 3位
- WTTスターコンテンダー ドーハ 女子シングルス 優勝、女子ダブルス 優勝（長﨑美柚ペア）
- WTTコンテンダー ドーハ 女子ダブルス 優勝（長﨑美柚ペア）
- 第19回アジア競技大会卓球競技代表候補選手選考会 準優勝
- 2022世界卓球選手権成都大会（団体戦） 準優勝
- ITTF世界ユース選手権チュニス大会 U19女子シングルス 優勝、U19女子ダブルス 優勝（張本美和ペア）、U19女子団体 3位

## 世界ランキング
|        | 1月 | 2月 | 3月 | 4月 | 5月 | 6月 | 7月 | 8月 | 9月 | 10月 | 11月 | 12月 |
| ------ | --- | --- | --- | --- | --- | --- | --- | --- | --- | ---- | ---- | ---- |
| 2014年 |     |     |     |     |     |     |     |     |     | 267  | 249  | 251  |
| 2015年 | 244 |     |     | 246 | 229 | 264 | 266 | 278 | 300 | 232  | 228  | 204  |
| 2016年 | 184 | 176 | 184 | 179 | 179 | 164 | 177 | 176 | 182 | 185  | 157  | 165  |
| 2017年 | 159 | 148 | 143 | 159 | 157 | 120 | 92  | 100 | 99  | 106  | 106  | 106  |
| 2018年 | 89  | 93  | 87  | 78  | 86  | 84  | 85  | 86  | 81  | 81   | 88   | 87   |
| 2019年 | 85  | 82  | 84  | 84  | 80  | 60  | 66  | 52  | 51  | 52   | 52   | 51   |
| 2020年 | 51  | 49  | 53  |     |     |     |     |     |     |      |      |      |

## テレビ番組
- あすリート（2016年1月23日、読売テレビ）[7]
- ビートたけしのスポーツ大将（2016年2月14日、テレビ朝日） - スーパーキッズとして出演[8]
- あすリート（2016年9月3日、読売テレビ）[9]
- あすリート（2017年2月4日、読売テレビ）[10]
- アスリートの輝石（2017年2月12日、BS日テレ）
- なら≒デキ プロに無茶ぶり検証番組○○なら××出来るはず 卓球小学生vs元日本代表（2017年2月15日、テレビ朝日） - 北京オリンピック日本代表の福岡春菜と対戦
- 裸のアスリートII（2017年8月26日、BS-TBS）[11]
- あすリート（2018年2月3日、読売テレビ）[12]
- ビートたけしのスポーツ大将（2018年2月4日、テレビ朝日）[13]
- ビートたけしのスポーツ大将 一流アスリート&次世代アスリート大集結SP!!（2018年3月11日、テレビ朝日）[14]
- あすリート（2019年1月26日、読売テレビ）[15]
- 中居正広の4番勝負（2019年3月13日、日本テレビ）[16]
- 卓球ジャパン! 夏休みSP!Wみゆうの強さと素顔を徹底解剖（2020年8月8日、BSテレ東）
- ジャンクSPORTS プロvs天才キッズSP（2020年8月16日、フジテレビ）
- 卓球ジャパン! 2週連続「Wみゆう」木原美悠選手&長﨑美柚選手特集!!（2022年4月16日、BSテレ東）
- 卓球ジャパン! Wみゆう2週連続SP第2弾&石川佳純サンクスツアー!（2022年4月23日、BSテレ東）[17]
- 卓球ジャパン! 木原美悠選手SP スタジオゲストに登場!（2023年2月18日、BSテレ東）[18]
- 卓球ジャパン! Wみゆうスタジオ登場!世界卓球熱戦を本人解説!（2023年6月24日、BSテレ東）[19]
- 卓球ジャパン! Wみゆう登場SP後半戦!（2023年7月1日、BSテレ東）[20]